# Marcello Baldi
Pour les articles homonymes, voir Baldi.
Marcello Baldi, né à Telve le 1er août 1923 et mort à Rome le 22 juillet 2008, est  un réalisateur et scénariste italien.

## Biographie
De 1940 à 1954, Marcello Baldi travaille comme assistant réalisateur, avec entre autres Alessandro Blasetti, Lionello De Felice, Pietro Germi et Romolo Marcellini.
En 1955, il est choisi par le Club alpin italien pour diriger le documentaire Italia K2, centré sur la conquête du K2 par l'expédition italienne dirigée par Ardito Desio. Il a tourné une centaine de films documentaires et plus de trente films.
Son dernier film, Ciso, réalisé en collaboration avec son fils Dario (en), a remporté l'édition 2008 du Festival internazionale del cinema di Salerno (it).

## Filmographie

### Réalisateur
- 1955 : Italia K2 (it), documentaire
- 1957 : Station du désir (ca) (Manos sucias), coréalisé avec José Antonio de la Loma
- 1959 : Il raccomandato di ferro (it)
- 1960 : 100.000 leghe nello spazio
- 1962 : La Vengeance du colosse (Marte, dio della guerra)
- 1962 : Il criminale
- 1963 : Jacob, l'homme qui combattit Dieu (Giacobbe, l'uomo che lottò con Dio)
- 1964 : I patriarchi
- 1964 : Saül et David
- 1965 : Les Grands Chefs (I grandi condottieri)
- 1966 : Ça casse à Caracas (Inferno a Caracas)
- 1968 : Le Cascadeur (Stuntman)
- 1971 : Arsène Lupin saison 1, épisode 8
- 1972 : Les Évasions célèbres, épisode Benvenuto Cellini
- 1972 : Incensurato provata disonestà carriera assicurata cercasi (it)
- 2008 : Narciso

### Scénariste
- 1960 : La Vengeance d'Hercule (La vendetta di Ercole) de Vittorio Cottafavi
- 1972 : Les Évasions célèbres, épisode Le Condottiere Bartolomeo Colleoni